# Formigueret de flancs blancs meridional
El formigueret de flancs blancs meridional o formigueret de flancs pàl·lids (Formicivora grisea), és una espècie d'au passeriforme pertanyent al gènere Formicivora de la família Thamnofílids. És natiu d'Amèrica del Sud.

## Descripció
Mesura de mitjana 12,7 cm i pesa 9,4 g. Els mascles tenen l'esquena i el pili de color marró grisenc i tenen la seva cara, pit, ventre, ales i la cua de color negre. El bec és llarg i afilat. Presenten una franja blanca que emmarca les zones negres de cara i pit. A més tenen dues franges blanques que creuen les ales. Les plomes de la cua també tenen les puntes blanques. Les parts superiors de les femelles presenten coloracions molt similars a les dels mascles. En canvi les femelles de les poblacions meridionals tenen les parts inferiors i la línia supraciliar ataronjades; mentre que les femelles de les poblacions del nord tenen les parts inferiors de color blanquinós amb taques fosques. Aquestes diferències de coloració a més de les que existeixen entre els cants porten a considerar les poblacions del nord com una espècie a part: Formicivora intermèdia.

## Distribució i hàbitat
Es distribueix de forma disjunta a Bolívia, Brasil, Colòmbia, la Guaiana francesa, Guyana, Panamà, Surinam, Trinidad i Tobago i Veneçuela.
Habita en una varietat d'ambients de les regions tropicals i subtropicals, com boscos secundaris, matolls i boscos secs, hàbitats del cordó litoral, boscos de galeria i fins manglars. Viu en regions baixes fins als 1000 msnm. En alguns llocs és sintòpic amb el formigueret dorsi-rogenc (Formicivora rufa) i amb el formigueret ventrenegre (Formicivora melanogaster).

## Comportament
Recorre la vegetació densa, saltant de forma metòdica, mentre mou la cua oberta cap als costats. Solen trobar-se en parelles territorials. Segueixen esbarts mixts i ocasionalment, reguers de formigues legionàries.

### Alimentació
S'alimenten de petits insectes i altres artròpodes que atrapen sota la fullaraca.

### Reproducció
Les femelles solen posar dos ous de color crema amb taques violàcies que són incubats per tots dos sexes. Els nius estan fabricats amb herbes en forma de bol i estan col·locats en les parts baixes dels arbres o els arbusts. Malgrat la vigilància i defensa dels pares, els nius són ocasionalment saquejats per petits depredadors, com el tití comú.

### Vocalització
Emet un cant penetrant i sec, un “xip” repetit 20 vegades o més, de vegades variant per un “xidip”.

## Estat de conservació
La UICN no considera que aquesta espècie estigui amenaçada globalment. No obstant això la seva capacitat per resistir l'alteració humana dels seus hàbitats no és molt gran, i en algunes regions el fet de seguir comptant amb la seva presència podria dependre de la protecció dels hàbitats.

## Sistemàtica
L'espècie F. grisea va ser descrita per primer cop pel naturalista neerlandès Pieter Boddaert l'any 1783 amb el nom científic Turdus griseus; localitat tipus «Cayenne, Guaiana francesa».

### Etimologia
El nom genèric femení «Formicivora» prové del llatí «formica»: formiga i «vorare»: devorar; o sigui «devorador de formigues»; i el nom de l'espècie «grisea», prové del llatí «griseum»: gris.

### Taxonomia
Estudis morfològics de vocalització i moleculars indiquen que, amb excepció de l'espècie Formicivora iheringi, totes les espècies atribuïdes en aquest gènere formen un grup ben definit. També suggereixen que els parents més propers són Formicivora rufa i Stymphalornis acutirostris; amb aquest darrer la relació està confirmada per estudis genètics. Diferències geogràfiques en la vocalització i notòries diferències en el plomatge de les femelles suggereixen fortament que algunes subespècies representen espècies separades; calen més estudis. D'altra banda, fumosa possiblement no es distingeixi d'intermèdia. La forma descrita deluzae coneguda per un únic exemplar a Rio de Janeiro (Brasil), la qual cosa possiblement representaria una subespècie diferent, és considerada com no confirmada per alguns autors i reconeguda per Clements Checklist v.2016.
El grup politípic intermedia és considerat com l'espècie separada Formicivora intermedia pel IOC, suggerit per Zimmer i Isler (2003), al South American Classification Committee (SACC) esperant una proposta.

### Subespècies
La classificació Clements Checklist v.2016 reconeix 9 subespècies repartides en 2 grups, amb la seva corresponent distribució geogràfica:
Grup politípic grisea:
- Formicivora grisea grisea (Boddaert, 1783) - Guaiana, costa de Surinam i Guyana francesa, i nord i est del Brasil (conques dels rius Branco, baix Riu Negro a l'est fins a Amapá i, al sud de l'Amazones, a l'est des del Madeira a part d'uns pocs registres dispersos a l'oest d'aquell, fins a l'oest del riu Amazones, i al sud fins a Mato Grosso, Goiás, Bahia i, localment fins a l'est de Minas Gerais i nord de Rio de Janeiro.
- Formicivora grisea rufiventris, 1936 - est de Colòmbia (Meta i Guainía al sud fins al departament de Caquetá) i el sud de Veneçuela (oest d'Amazones excepte l'extrem nord).
- Formicivora grisea deluzae, 1835 - un únic espècimen a Rio de Janeiro (Brasil).

Grup politípic intermedia:
- Formicivora grisea intermèdia (Cabanis, 1847) - nord de Colòmbia (Magdalena, La Guajira, César) i Veneçuela (nord de Zulia a l'est fins a Sucre i Monagas, incloent l'Illa Margarita); i les illes Chacachacare a Trinidad.
- Formicivora grisea alticincta (1902) - arxipèlag de les Perles al sud de Panamà.
- Formicivora grisea hondae (1914) - nord-oest de Colòmbia (Atlántico al sud fins al nord d'Antioquia i Bolívar, al sud a la Vall del Magdalena fins a Huila).
- Formicivora grisea tobagensis (1900) - Tobago, major que els seus congèneres continentals.
- Formicivora grisea fumosa (1913) - voreja la base dels Andes pel nord-est de Colòmbia (a l'est fins al nord de Santander i Veneçuela (sud de Zulia i Trujillo al sud fins a Táchira).
- Formicivora grisea orenocensis (1904) - sud de Veneçuela (al sud de l'Orinoco a Bolívar i extrem nord d'Amazones).